# HMS Munter (91)
HMS Munter (91) är en bevakningsbåt i svenska marinen av Tapper-klass. Hon tillhör i dagsläget 17. amfibiebevakningsbåtkompaniet som är baserat i Göteborg. 
HMS Munter och hennes fyra systerfartyg på 173. amfibiebevakningsbåtplutonen används fortfarande huvudsakligen som en inomskärs ubåtsjaktplattform vilket fartygen var avsedda för när de byggdes. Med sin Sonar 199 har man tämligen god förmåga att upptäcka undervattensmål inomskärs och med sina sjunkbomber har man god förmåga att bekämpa dem. 